# Siciliaans voetbalelftal (mannen)
Het Siciliaans voetbalelftal is een team van voetballers die menen Sicilië te vertegenwoordigen bij wedstrijden met andere voetbalteams van niet-erkende of niet-onafhankelijke naties. Sicilië is lid van de NF-Board, een voetbalfederatie van regio's, landen en naties die geen lid zijn van de FIFA of de UEFA. Onder auspiciën van deze voetbalbond neemt Sicilië sinds 2010 deel aan het alternatieve WK.
De Siciliaanse voetbalbond vat Sicilië overigens op in de ruimste zin, dus niet alleen het eiland (een autonome regio van Italië) maar het gehele territorium van het voormalige Koninkrijk der Beide Siciliën.

## WK historie
De selectie der Beide Siciliën was actief op de volgende VIVA Wereldkampioenschappen:

## Bekende (oud-)spelers
| - Roberto Izzo - Donato Fiorenzano - Giovanni Baghara |  | - Danilo Macari - Pietro Cappuccilli |